# Пэм и Томми
«Пэм и Томми» (англ. Pam & Tommy) — американский мини-сериал онлайн-видеосервиса Hulu, посвящённый истории отношений барабанщика рок-группы Mötley Crüe Томми Ли и актрисы Памелы Андерсон. Режиссёром телепроекта выступил Крейг Гиллеспи, сценаристом — Роб Сигел. Главные роли исполнили Лили Джеймс и Себастиан Стэн. Премьера сериала состоялась 2 февраля 2022 года.

## Сюжет
Сюжет сериала посвящён периоду брака Памелы Андерсон и Томми Ли после утечки и публикации их печально известного секс-видео.

## В ролях

### Основные персонажи
- Лили Джеймс — Памела Андерсон
- Себастьян Стэн — Томми Ли
- Сет Роген — Рэнд Готье
- Ник Офферман — Милтон Ингли[англ.]
- Тейлор Шиллинг — Эрика Готье

### Второстепенные персонажи
- Пепи Сонуга[англ.] — Мелани
- Дайс Эндрю Клэй — Батчи
- Спенсер Гранес — Стив Фасанелла
- Можан Марно — Гейл Чватски
- Фред Хехингер — Сет Варшавски
- Майк Сили — Хью Хефнер

## Производство

### Разработка
Сериал был анонсирован в 2018 году, когда Сет Роген и Эван Голдберг начали разрабатывать проект под патронажем своей продюсерской компании Point Grey Pictures, а Джеймс Франко был назначен режиссёром мини-сериала и исполнителем главной роли — Томми Ли. К декабрю 2020 года Франко покинул проект, тогда же было объявлено, что мини-сериал будет выпущен силами онлайн-сервиса Hulu в количестве восьми эпизодов. Крейг Гиллеспи был приглашён в качестве режиссёра проекта, ответственным за сценарий выступил Роб Сигел, а Роген и Голдберг — стали исполнительными продюсерами.

### Кастинг
После объявления о подготовке к съёмкам сериала появилась информация, что главные роли исполнят Лили Джеймс и Себастьян Стэн, а Сет Роген сыграет Рэнда Готье, строителя (и бывшего порноактёра) укравшего и продавшего секс-видео пары. В апреле 2021 года к актёрскому составу проекта присоединились Ник Офферман, Тейлор Шиллинг, Пепи Сонуга, Эндрю Дайс Клей, Спенсер Гранезе и Можан Марно.

### Съёмки
Съёмки телесериала стартовали 5 апреля 2021 года в окрестностях Лос-Анджелеса.
Ещё во время съёмок сериала Памела Андерсон назвала его «дешёвой подделкой». Окружение модели подтверждало журналистам, что релиз шоу может повторно травмировать её. Несмотря на попытки Лили Джеймс связаться со знаменитостью, чтобы проконсультироваться с ней и передать её переживания максимально уважительно и достоверно, Андерсон не пошла на встречу съёмочной группе. Вместо этого она заявила, что собирается снять документальный фильм силами HBO, чтобы рассказать, как события развивались на самом деле. В свою очередь Томми Ли активно общался с Себастианом Стэном, помогал съёмочной группе и заявлял, что считает историю показательной и важной для современности.
Чтобы вжиться в роль Томми Ли Стэн научился играть на барабанах (копируя стиль ударника Mötley Crüe), а также перешёл на интервальное голодание и ежедневные кардио-тренировки для точного воссоздания фигуры музыканта. Также актёр носил на площадке железные шарики в трусах — чтобы прочувствовать, что чувствует человек, которого после кражи домашнего видео считают рокером с самым большим членом. Сцена общения рокера со своим пенисом, во второй серии, была написана под впечатлением от его автобиографии «Томмилэнд», где детородный орган музыканта предстаёт одни из персонажей истории. Для создания реалистичной силиконовой модели гениталий был сделан слепок с пениса Стэна — затем его закрепляли на паховую область актёра и управляли с помощью аниматроники. Пирсинг и татуировки, на теле актёра, были ненастоящими, причем художникам по гриму пришлось отказаться от точного копирования эскизов тату Томми Ли, чтобы не нарушать авторские права тату-мастеров. Внешность Лили Джеймс трансформировали перед съёмками ещё сильнее: художники маскировали линию роста волос актрисы, чтобы сделать сходство с Андерсон более точным, помимо этого она носила силиконовый грудной протез (для визуального увеличения размера груди), а также искусственную челюсть — для создания фирменной улыбки Андерсон. На грим Лили Джеймс ежедневно уходило около четырёх часов.
Для пятого эпизода была придумана выдуманная сцена, когда звукозаписывающий лейбл Mötley Crüe — Elektra Records — отправляет группу в Студию «Б», тем самым отдавая приоритет другому своему квартету — Third Eye Blind. Недовольный Ли врывается в Студию А. «Эй, кто вы, черт возьми, такие, парни?» — заявляет с порога возмущённый музыкант, — «У меня для вас плохие новости, Студия А — это место Mötley Crüe». «Действительно? Забавно», — отвечает ему фронтмен группы Стефан Дженкинс, — «Потому что она забронирована под нас на следующие шесть недель». «Кто это устроил?» — спрашивает Томми. «Наш лейбл. Elektra» — отвечает Дженкинс. В реальности Дженкинс, на тот момент, никогда не общался и даже не пересекался с Томми Ли и остальными участниками Mötley Crüe. Сцена была придумана с целью проиллюстрировать состояние карьеры Ли в тот период — Mötley Crüe (и хейр-метал в целом) уступает в популярности альтернативному року, но Crüe, тем не менее, не могут поверить, когда их переводят в меньшую студию. «Я чувствовал, что это группа идеально подходит для этой сцены», — отмечал продюсер Роб Сигел. — «Я быстро поискал в Google, на каком лейбле были Mötley Crüe? Elektra. Кто ещё был на этом лейбле? Third Eye Blind. Время подходило идеально. В 1996 году они как-раз работали над своим дебютным альбомом. Так что сцена вымышленная, но мне нравится думать, что такое вполне могло произойти!».

## Список эпизодов
| № | Название                                                              | Режиссёр             | Автор сценария                   | Дата премьеры   |
| --- | --------------------------------------------------------------------- | -------------------- | -------------------------------- | --------------- |
| 1 | «Сверление и стучание» «Drilling and Pounding»                        | Крейг Гиллеспи       | Роб Сигел                        | 2 февраля 2022  |
| Столяр Рэнд Готье делает ремонт в спальне в особняке барабанщика Mötley Crüe Томми Ли. Хотя Томми Ли обещал строителям оплатить половину расходов авансом, он этого так и не сделал. Более того, музыкант постоянно вносит изменения в проект, что увеличивает его стоимость. В какой-то момент рокер вообще увольняет Готье вместе с прорабом без выплаты каких бы то ни было денег после случая, когда Рэнд случайно сталкивается на кухне с полуобнажённой Памелой Андерсон, новоиспечённой женой Томми Ли. На следующий день Готье пытается забрать забытый в особняке ящик с инструментами, но музыкант прогоняет его, объясняя, что эти инструменты останутся ему в качестве «компенсации» за то, что теперь он должен искать новых рабочих. Готье замышляет план мести. Несколько месяцев он следит за Томми Ли, а позже пробирается в особняк и крадёт сейф. Помимо драгоценностей в сейфе обнаруживается видеокассета формата Hi8. Чтобы её посмотреть, Готье отправляется к своему знакомому порнорежиссёру Милти, у которого он в прошлом снимался. Вместе они обнаруживают, что кассета содержит домашнее видео интимного содержания, снятое Томми Ли и Памелой Андерсон во время медового месяца.                                                                                             |                                                                       |                      |                                  |                 |
| 2 | «Я люблю тебя, Томми» «I Love You, Tommy»                             | Крейг Гиллеспи       | Роб Сигел                        | 2 февраля 2022  |
| Памела Андерсон познакомилась с Томми Ли в ночном клубе несколькими месяцами ранее. На следующий день после знакомства актриса отправилась в Мексику в Канкун на конференцию создателей «Спасателей Малибу» с различными телевизионными боссами. Томми Ли прилетел к Памеле и после бурной ночи импульсивно сделал ей предложение. Пэм согласилась и здесь же на берегу океана состоялась их свадьба. По возвращении в Соединенные Штаты, Пэм переехала в новый особняк Томми Ли, где пока ещё идёт ремонт. |                                                                       |                      |                                  |                 |
| 3 | «Джейн Фонда» «Jane Fonda»                                            | Крейг Гиллеспи       | Д. В. Де Винсентис               | 2 февраля 2022  |
| Милти и Готье безуспешно пытаются продать найденную кассету, однако никто не хочет распространять такое из-за страха судебного иска. Пытаясь починить туалет Эрике, своей бывшей жене-порноактрисе, Рэнд находит редкую деталь в интернете. Это подталкивает его к мысли, что распространять видео они могут сами через интернет, однако деньги на первых порах им всё равно будут нужны. Милти решает обратиться к мистеру Перейно, человеку, который продюсировал «Глубокую глотку». Перейно соглашается финансировать это предприятие. Памела же, уставшая от ограниченности своего образа в «Спасателях Малибу», готовится к рекламной кампании своего большого полнометражного фильма «Не называй меня малышкой». Попутно она с радостью узнаёт, что наконец забеременела от Томми Ли. |                                                                       |                      |                                  |                 |
| 4 | «Мастер Бета» «The Master Beta»                                       | Лейк Белл            | Мэттью Басс и Теодор Брессман    | 9 февраля 2022  |
| Томми Ли обнаруживает пропажу сейфа и звонит в полицию. Неуверенные в расторопности полиции, Томми и Памела дополнительно нанимают частного детектива. Слушая длинный список людей, которых Томми Ли разозлил за последнее время, детектив склоняется к версии, что вероятный вор — Рэнд Готье. Он вламывается к Готье в квартиру и избивает, обещая вернуться через несколько дней за кассетой. Тем временем бизнес по продаже секс-видео через интернет набирает обороты. Видеозапись расходится по всей стране. Готье обнаруживает, что её уже начали пиратить. С кассеты делают копии и перепродают. На съёмочной площадке «Спасателей Малибу» Памела с ужасом узнаёт, что её домашнее видео продаётся. Через Готье детектив выходит и на порнорежиссёра Милти. Томми Ли в свою очередь нанимает знакомых байкеров, чтобы разобраться с Милти и Готье. Милти бежит в Европу, а Готье прячется у своей бывшей жены. Памела же теряет ребёнка. |                                                                       |                      |                                  |                 |
| 5 | «Дядя Джим и тётя Сюзи в Дулуте» «Uncle Jim and Aunt Susie in Duluth» | Гвинет Хердер-Пэйтон | Брук Бейкер и Д. В. Де Винсентис | 16 февраля 2022 |
| Памела упрекает Томми в том, что возможно подсознательно он и рад, что запись распространилась, ведь теперь про него снова будут говорить. Томми Ли и сам чувствует, что дни его славы прошли. Сейчас в моде гранж и группы из Сиэтла, а в их студии теперь записываются Third Eye Blind. Томми попадает в новости, когда дерётся с фанатами в туалете клуба Viper Room. Запись тем временем продолжает распространяться. Томми Ли узнаёт, что она уже попала в руки Боба Гуччионе, владельца Penthouse, а этот журнал конкурирует с журналом Playboy, девушкой которого является Памела. Томми опасается, что Гуччионе может опубликовать кадры из видео, чтобы насолить Хью Хефнеру. Юристы советуют Памеле и Томми заранее подать в суд на Гуччионе за вторжение в частную жизнь. Последнее Гуччионе только раззадоривает. Этот иск ещё больше привлекает внимание к секс-видео. Теперь о нём уже пишут в больших изданиях, и даже Джей Лено шутит о нём в своём вечернем шоу на национальном телевидении. |                                                                       |                      |                                  |                 |
| 6 | «Памела в стране чудес» «Pamela in Wonderland»                        | Ханна Фидель         | Сара Габбинс                     | 23 февраля 2022 |
| Памела Андерсон готовится к суду с Penthouse. Ей приходится отвечать на унизительные вопросы адвоката Боба Гуччионе и комментировать своё домашнее секс-видео. Попутно Памела рассказывает историю о том, как она стала знаменитой. Памела жила в Канаде и в 1989 году вместе со своим парнем посетила футбольный матч. Из толпы её выхватила камера, и она попала на экран на стадионе. К девушке подошёл представитель пивоваренной компании Labatt и предложил сняться для их рекламы. После этого на неё уже обратили внимание в журнале Playboy и предложили сниматься для них. Памеле пришлось расстаться со своим парнем, так как он был против, чтобы его девушка снималась обнажённой. После посещения особняка журнала Playboy, Памела задумалась о том, чтобы увеличить грудь. |                                                                       |                      |                                  |                 |
| 7 | «Разрушитель миров» «Destroyer of Worlds»                             | Лейк Белл            | Д. В. Де Винсентис               | 2 марта 2022    |
| Мистер Перейно узнаёт, что видео, в которое он вложился, хорошо распространилось по стране. Тем не менее, никакой прибыли с этого он не получил. Найти Милти Перейно не может, поэтому требует деньги с Готье. У Готье ничего нет, так как все деньги у Милти, который прячется в Нидерландах, а дохода с продаж кассет уже нет, так как всю прибыль получают пираты. Готье в отчаянии пишет письмо Томми Ли, где требует выплатить ему деньги за проделанную работу в его особняке. На встрече на парковке Томми Ли замечает, что Готье ни за что разрушил жизнь Памеле Андерсон. Томми отдаёт деньги Готье, но перед этим поджигает их. Перейно заставляет Готье работать на себя. Теперь Готье должен выбивать деньги из тех людей, которые должны Перейно. Памела Андерсон снова забеременела. Девушка в основном занимается продвижением своего фильма «Не называй меня малышкой», однако повсюду её преследуют вопросы про её домашнее видео. Когда же её фильм выходит, публика принимает его прохладно. Суд против Penthouse Памела и Томми проигрывают. |                                                                       |                      |                                  |                 |
| 8 | «Сиэтл» «Seattle»                                                     | Гвинет Хердер-Пэйтон | Роб Сигел                        | 9 марта 2022    |
| У Mötley Crüe выходит новый альбом, однако успеха он не имеет. У Памелы Андерсон срываются все роли в больших фильмах, на которые она рассчитывала. Ей досаждают лишь продюсеры «Спасателей Малибу». Секс-видео пары теперь можно посмотреть онлайн прямо в интернете на порносайте с веб-моделями. Памела и Томми подают в суд на владельца сайта, однако ничего сделать с ним нельзя, так как он транслирует это видео бесплатно и не зарабатывает на нём. Сет Варшавски, автор этого сайта, связывается с парой и предлагает им продать ему права на это видео. В этом случае его копия станет официальной, и он будет взимать плату за её показ, но демонстрироваться видео в интернете сможет легально только у него, тогда как остальные копии будут считаться пиратскими, а значит должны будут быть удалены. Памела соглашается на такой исход, а после череды ссор контракт подписывает и Томми. Рэнд Готье в свою очередь начинает чувствовать вину за то, что испортил жизнь Памеле Андерсон. Он неудачно пытается извиниться. К нему приезжает Варшавски, чтобы выкупить оригинальную плёнку. Готье продаёт её, а вырученные деньги отдаёт своей бывшей жене, чтобы она, наконец, смогла оформить их развод. У Памелы Андерсон рождается сын, однако её отношения с Томми Ли уже дали трещину. |                                                                       |                      |                                  |                 |

## Реакция критиков
Рейтинг сериала на сайте-агрегаторе Rotten Tomatoes составляет 78% на основе 111 рецензий со средней оценкой 7,3 из 10. Общий консенсус гласит: «Иногда основной посыл проекта — критика культурного вуайеризма — смазывается сальной стилизацией, однако игра Лили Джеймс придает этому грязному опусу неоспоримую сердечность». Рейтинг сериала на Metacritic составляет 70 баллов из 100, основываясь на 41 отзыве, что соответствует «в целом положительному» статусу. Кинообозреватель портала Collider Карли Лейн отметила в своей рецензии, что шоу получилось интереснее, чем можно было ожидать. Автор подчеркнула, что главные герои сериала легко могли превратиться в карикатуру, но этого не произошло — образы получились сложные, особо отметив проработку Памелы Андерсон. Актёрскую игру Лили Джеймс также похвалил Терри Уайт из Empire, отметив, что актриса буквально «украла шоу»: «Она никогда не переигрывает и находит идеально точное сочетание добродушия, силы и сексуальности». По мнению Уайта, все восемь эпизодов сериала — сюжет которого повествует о двойных стандартах и о том, как была разрушена карьера и жизнь Памелы Андерсон — хорошо продуманы, оценив его на четыре звезды из пяти. Оливия Трюффо-Вонг из AV Club также высоко отозвалась об игре центральных актёров отметив, что они создали узнаваемые образы. Кроме того, она похвалила то, как в сериале воссозданы 1990-е, однако посетовала на количество внимания, к Готье, похитившему секс-видео. По мнению Вонг он показан так, словно попытался искупить содеянное, хотя в реальности никогда не выражал раскаяния. Также её критике подверглась нарушенная хронология событий.

## Влияние
По информации издания Glamour выход сериала спровоцировал рост спроса на купальные костюмы красного цвета. Подобные яркие бикини были особенно актуальны в 1990-х годах, когда популярностью пользовался сериал «Спасатели Малибу», главную роль в котором играла Андерсон. Согласно материалу, бикини и слитные купальники красного цвета появились в ассортименте различных спортивных магазинов, а также масс-маркетовых и люксовых брендов.
Выход «Пэм и Томми» стал одной из причин подтолкнувших Андерсон к созданию документального фильма «Памела: история любви». По словам звезды с помощью этого проекта она решила продемонстрировать людям, как мало они о ней знают.